# Nathan Fielder
Nathan Fielder (Vancouver, Columbia Británica; 12 de mayo de 1983) es un comediante, actor, guionista, director, productor y empresario canadiense. Es más conocido por cocrear, dirigir y protagonizar el falso documental de Comedy Central Nathan for You (2013-2017), Los Ensayos (2022) y como productor ejecutivo de How To with John Wilson (2020-presente).

## Biografía
Nathan Fielder nació en Vancouver, Columbia Británica, Canadá el 12 de mayo de 1983. Asistió a la Escuela Secundaria Point Grey, donde fue miembro del grupo de comedia improvisada, que también incluía al comediante Seth Rogen. Trabajó como mago durante su adolescencia y es miembro de The Magic Castle. Estudió negocios en la Universidad de Victoria, donde se graduó con un licenciado en comercio en 2005. Después de su graduación, se mudó a Toronto, Ontario, y se inscribió en el Programa de Comedia del Colegio Humber en 2006.

## Carrera
Después de recibir el Premio Encouragement Fund de Tim Sims en 2006, Fielder trabajó como guionista en Canadian Idol. Michael Donovan, productor ejecutivo de la serie de comedia de CBC This Hour Has 22 Minutes, se fijó en él mediante los vídeos de Youtube que subía Fielder. Donovan contrató a Fielder y desarrolló su popular segmento recurrente, Nathan on Your Side.
En 2013, Fielder cocreó su propio programa en Comedy Central llamado Nathan for You. La premisa del programa presenta a Fielder, interpretando a un personaje vagamente basado en sí mismo, que brinda terribles consejos a pequeñas empresas locales. En noviembre de 2017, el programa terminó su cuarta y última temporada.

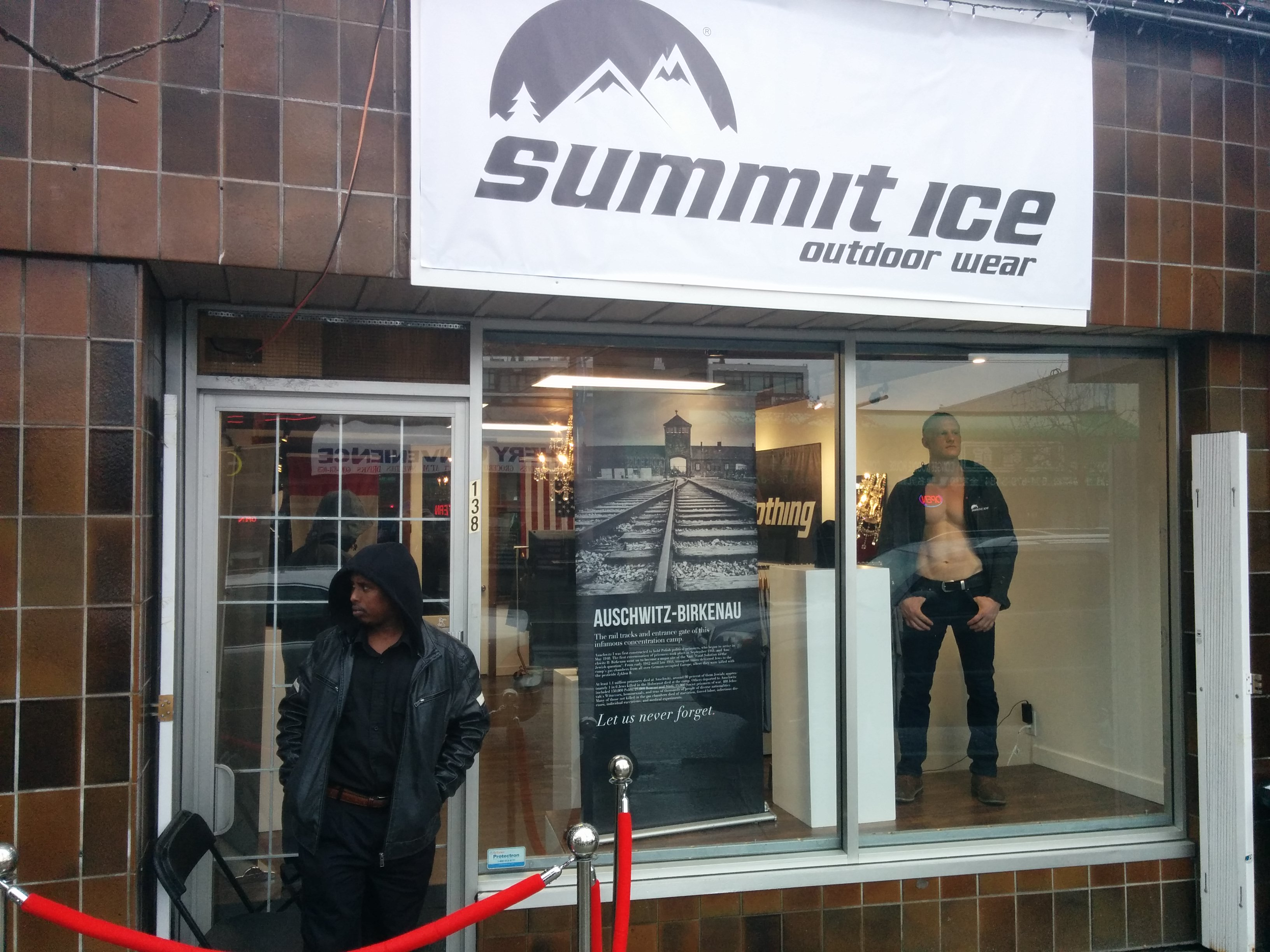
Tienda de Summit Ice Apparel en 2017

El 7 de febrero de 2014, se inauguró una cafetería llamada Dumb Starbucks Coffee en el barrio Los Feliz de Los Ángeles, California, Estados Unidos. La tienda declaró que estaban operando como una parodia de la cadena de cafeterías Starbucks y utilizaron el logotipo de Starbucks en sus letreros, tazas y otros materiales. La tienda se burló de los artículos estándar para la mayoría de las ubicaciones de Starbucks, como los CD y las bebidas de Norah Jones, usando el término «Dumb» (en español: Tonto) delante de los nombres, como «Dumb Norah Jones Duets» y «Dumb Iced Vanilla Latte». Las bebidas y los pasteles se distribuyeron de forma gratuita. Unos días después, Starbucks anunció que no estaban afiliados a la tienda y que estaban «evaluando [sus] próximos pasos» debido a que la tienda intentaba deliberadamente imitar el aspecto de una ubicación legítima de Starbucks.
La identidad de la persona que manejaba la tienda no se reveló inicialmente, y se teorizó que varios artistas y comediantes como Banksy y Tim & Eric estaban involucrados. El 10 de febrero de 2014, el Departamento de Servicios de Salud del Condado de Los Ángeles cerró la tienda por no tener los permisos necesarios para operar una cafetería. Poco después, Fielder anunció que él manejaba Dumb Starbucks Coffee. Dumb Starbucks Coffee provocó una cobertura por múltiples medios de comunicación internacionalmente, y su creación fue para el capítulo Dumb Starbucks de Nathan For You.
Fielder fundó una empresa sin fines de lucro llamada Summit Ice Apparel en 2015, después de enterarse de que la empresa Taiga Works, con sede en Vancouver, publicó un homenaje al negador del Holocausto Reginald Douglas Collins. La creación de Summit Ice Apparel fue mostrada en la temporada 3 de Nathan for You, en el capítulo Horseback Riding / Man Zone. Según el sitio web de Summit Ice Apparel «El 100% de las ganancias se destinan al Centro de Educación sobre el Holocausto de Vancouver en Vancouver, Canadá y otras organizaciones que trabajan para combatir la intolerancia». En marzo de 2017, Fielder abrió una tienda temporalmente en Vancouver donde los clientes podían comprar ropa de Summit Ice Apparel o cambiar sus chaquetas de Taiga Works por una chaqueta de Summit Ice Apparel.
En 2019, se anunció que Fielder había firmado un acuerdo general con HBO, el acuerdo consiste en que Fielder se desempeñará como productor ejecutivo de la serie documental How To with John Wilson y protagonizará, escribirá, producirá y dirigirá una serie de comedia separada.
En 2020, Showtime anunció la serie de comedia The Curse, creada y escrita por Fielder y el cineasta Benny Safdie, y protagonizada por Fielder, Safdie y Emma Stone.
En 2021, HBO anunció el nombre de otra nueva serie de comedia, Los Ensayos, que Fielder escribirá, dirigirá, producirá y protagonizará.
Fielder escribió y dirigió una serie de bocetos para la temporada 2 de Important Things with Demetri Martin en Comedy Central. Fielder apareció como actor de voz en el final de la temporada 2 de Bob's Burgers, Beefsquatch, así como en el episodio de la temporada 6, The Land Ship. Fielder interpretó el papel del operador de bum de Jon Benjamin en la serie de televisión de 2011 Jon Benjamin Has a Van. Fielder interpretó a Bob Woodward en el episodio Washington, DC de Drunk History de Comedy Central. Fielder también ha sido aparecido en el programa de Adult Swim, Rick y Morty, en el episodio The Ricks Must Be Crazy de la temporada 2. Fielder apareció en la película The Night Before de 2015, en la película biográfica The Disaster Artist de 2017, y en la película de falso documental Marcel the Shell with Shoes On.
Fielder también tiene un canal de YouTube, que contiene principalmente bocetos breves que lo involucran a él y a sus amigos.

## Vida personal
Fielder estuvo casado con una bibliotecaria desde 2011 hasta su divorcio en 2014. Fielder aparece erróneamente como del sexo femenino en su Green Card.

## Filmografía

### Películas
| Año  | Título                         | Rol       | Notas                                        |
| ---- | ------------------------------ | --------- | -------------------------------------------- |
| 2010 | Kelly 5-9                      | Director  | Cortometraje                                 |
| 2011 | Way Up There                   |           | Cortometraje Guionista y codirector          |
| 2012 | Buyer's Market                 |           | Cortometraje Director                        |
| 2013 | The Web                        | Gerente   | Cortometraje Guionista, director y productor |
| 2015 | The Night Before               | Joshua    |                                              |
| 2017 | The Disaster Artist            | Kyle Vogt |                                              |
| 2021 | Marcel the Shell with Shoes On | Justin    |                                              |

### Televisión
| Año     | Título                               | Rol                                    | Notas                                                               |
| ------- | ------------------------------------ | -------------------------------------- | ------------------------------------------------------------------- |
| 2007    | Canadian Idol                        |                                        | Productor y guionista de segmentos                                  |
| 2008–09 | This Hour Has 22 Minutes             | Nathan                                 | 9 episodios                                                         |
| 2011    | Important Things with Demetri Martin | Varios personajes                      | Director de segmentos                                               |
| 2011    | Jon Benjamin Has a Van               | Nathan                                 | 10 episodios Consultor creativo                                     |
| 2011    | Nick Swardson's Pretend Time         | Dan Hyannis                            | Episodio: Legalize Meth                                             |
| 2012–15 | Bob's Burgers                        | Jordan (voz) / Nathan (voz)            | 2 episodios                                                         |
| 2013–14 | Drunk History                        | Bob Woodward                           | 2 episodios                                                         |
| 2013–15 | Kroll Show                           | Tommy Rothchild / Douglas Dubois / Gil | 3 episodios                                                         |
| 2013–17 | Nathan for You                       | Nathan Fielder                         | 31 episodios Creador, guionista, director y productor ejecutivo     |
| 2014    | The League                           | Evan                                   | Episodio: When Rafi Met Randy                                       |
| 2015    | Los Simpson                          | Doug Blattner (voz)                    | Episodio: Sky Police                                                |
| 2015    | Childrens Hospital                   | Matthew Hauser                         | Episodio: Sperm Bank Heist                                          |
| 2015    | Rick y Morty                         | Kyle (voz)                             | Episodio: The Ricks Must Be Crazy                                   |
| 2015    | The Grinder                          | Oficial Collins                        | Episodio: Buckingham Malice                                         |
| 2016    | Animals                              | DJ Lab Rat (voz)                       | Episodio: Rats                                                      |
| 2016    | Comedy Bang! Bang!                   | Él mismo                               | Episodio: Nathan Fielder Wears a Blue and Grey Flannel and Jeans    |
| 2016    | Transparent                          | Seth                                   | Episodio: When the Battle Is Over                                   |
| 2016    | David: Story of David                | David                                  | Serie web                                                           |
| 2017    | Tour de Pharmacy                     | Stu Ruckman                            | Telefilme                                                           |
| 2018    | Who Is America?                      |                                        | Guionista y codirector (episodio 2) Codirector (episodio 4)         |
| 2020    | How To with John Wilson              |                                        | Productor ejecutivo                                                 |
| 2022    | Los Ensayos                          |                                        | Papel principal, creador, productor ejecutivo, guionista y director |
| 2023    | The Curse                            |                                        | Papel principal, cocreador, guionista y director                    |